# Plan de prévention des risques
Pour les articles homonymes, voir PPR.
Ne doit pas être confondu avec Document unique d'évaluation des risques professionnels.
En droit français, un plan de prévention des risques est une expression qui renvoie d'une part aux plans de prévention des risques naturels prévisibles (PPRN) et d'autre part aux plans de prévention des risques technologiques (PPRT).
Ces documents réglementaires sont élaborés sous l’autorité du préfet du département concerné. Ils définissent les zones géographiques exposées à des risques naturels ou technologiques afin d'y prescrire des mesures permettant de réduire les risques encourus pour protéger les personnes, les biens et l’environnement.
Le plan de prévention des risques n'est pas un programme d’aménagement, ni un programme de travaux. Approuvé par l'autorité administrative, il vaut alors servitude d’utilité publique et est juridiquement opposable à tout projet d’aménagement ou de construction. Le maire a aussi l’obligation de communiquer régulièrement auprès de la population sur les risques, naturels et/ou technologiques, auxquels celle-ci est exposée. Le dispositif d’information des acquéreurs et des locataires devient obligatoire : il s’applique à tout contrat écrit de vente ou de location.
L’existence d’une zone à risque au regard du PPRN est souvent source de nombreux questionnements de la part des vendeurs comme des acquéreurs. La servitude d'utilité publique relative au PPRN, en particulier dans les zones à risque élevé, entraine des mesures plus ou moins contraignantes qui peuvent avoir des conséquences significatives sur la valorisation du bien. À titre d’exemple, un terrain originellement constructible (PLU) qui se verrait requalifier en zone inconstructible (PPRN) subit une importante perte de valeur.
De nombreux autres éléments déterminants sont à prendre en considération dans la valorisation d’un bien situé en zone à risque : sa situation particulière, la présence d’aménités, la nature du risque et son intensité, etc.
Il est important de noter que le fonds Barnier, créé par la loi éponyme, peut atténuer les impacts financiers pour les propriétaires. Ce fonds finance notamment jusqu'à 80 % des travaux imposés par un PPRN, dans la limite de 36 000 euros, pour les biens à usage d'habitation.

## Historique
Dès 1935, l'article 2 du décret-loi du 30 octobre 1935 prévoit des plans de surfaces submersibles, (PSS) pour gérer le risque d'inondation ; ces plans valent servitude d’utilité publique affectant l'usage du sol et permettent à l'administration de s'opposer à toute action ou ouvrage susceptibles de faire obstacle au libre écoulement des eaux ou à la conservation des champs d’inondation.
En 1982, la loi n°82-600 du 13 juillet 1982 prévoit dans en son article 5 des Plans d'Exposition aux Risques Naturels prévisibles (PER), qui sont arrêtés par le préfet après enquête publique et avis des conseils municipaux des communes concernées; ces plans impliquent déjà des servitudes d'utilité publique et sont annexés au Plan d'Occupation des Sols (aujourd'hui PLU), ils délimitent les zones de risques d'inondation, mouvement de terrain, avalanches et séismes. Les plans de surfaces submersibles (PSS) de la loi du 30 octobre 1935 valent PER.
En 1987, la loi n°87-565 du 22 juillet 1987 relative à l'indemnisation des victimes de catastrophes naturelles, renouvelle les PER dans son article 42. Ils listent des mesures de prévention, protection et sauvegarde des personnes et des biens à mettre en œuvre, pour supprimer ou limiter les impacts négatifs des événements exceptionnels. Des sanctions sont prévues pour non-respect des prescriptions du plan.
En 1995, la loi no 95-101 du 2 février 1995 relative au renforcement de la protection de l'environnement, dite loi Barnier remplace les PSS, les PER, ainsi que les périmètres R111-3 (périmètres établis pour la prévention d'un risque en application d'un ancien article R111-3 du code de l'urbanisme) par les Plans de Prévention des Risques Naturels prévisibles (PPRN). Sa procédure d’élaboration est plus légère que celle des anciens plans. Les PER valent PPR (article 40-7).
À la suite de la catastrophe de l'explosion de l'usine AZF en 2001, le Parlement a voté la loi no 2003-699 du 30 juillet relative à la prévention des risques technologiques et naturels, dite loi Bachelot instaurant la prescription de Plan de prévention des risques technologiques (PPRT),par arrêté du préfet afin de dessiner des zones particulières exposée à un risque dit technologique.
Cette même loi du 30 juillet 2003 consolide le PPRN et renforce la concertation avec les acteurs locaux (qui était possible mais non obligatoire), et fait de l'enquête publique une enquête «Bouchardeau» (cf. Loi no 83-630 du 12 juillet 1983 relative à la démocratisation des enquêtes publiques et à la protection de l'environnement).
En 2006, les compétences d'élaboration nécessaires sont mobilisables et coordonnées au sein des DRIRE puis transférés aux DREAL où sont créées des cellules régionales spécialisées, aidées par des pôles interrégionaux "risques accidentels". Le 30 juin 2011, un décret redéfinit la procédure d'élaboration, de révision et de modification des PPRN.Le 13 octobre 2015, le Conseil économique, social et environnemental, CESE publie une sorte de mode d'emploi des PPR (133 pages).

## Obligation d'information des populations exposées à des risques majeurs
En applications des articles R125-9 à R125-14 du code de l'environnement, les communes relevant d'un PPRN ou d'un PPRT ont l'obligation d'informer les habitants de la commune qu'ils sont exposés à des risques majeurs. Le préfet du département tient un dossier sur les risques majeurs comprenant l'inventaire de toutes les communes concernées avec la nature des risques encourus, les maires édictent par la suite un Document d’Information Communal sur les Risques Majeurs.
L'article R125-11 précise que " L'information donnée au public sur les risques majeurs comprend la description des risques et de leurs conséquences prévisibles pour les personnes, les biens et l'environnement, ainsi que l'exposé des mesures de prévention et de sauvegarde prévues pour limiter leurs effets ". Les modifications récentes par décret impliquent très certainement la volonté de mise en conformité avec l'article 7 de la Charte de l'environnement.

## Plans de prévention des risques naturels et prévisible (PPRN)
Ils sont établis sous l'autorité du préfet, et délimitent, à échelle communale ou intercommunale, des zones exposées aux risques naturels prévisibles tels les tremblements de terre, les inondations, les avalanches ou les mouvements de terrain. Ils fixent des mesures de prévention des risques et de réduction des conséquences ou visant à les rendre supportables, tant à l’égard des biens que des activités implantées ou projetées. En particulier, ils veillent à éviter les obstacles à l'écoulement des eaux et à ce qu'on ne restreigne pas de manière nuisible les champs d'inondation (zones d'expansion naturelle des crues).

Le régime applicable est codifié aux articles L562-1 à L562-9 et R562-1 à 20 du code de l'environnement ; l'article L562-1 dispose que, 
« I.- L'État élabore et met en application des plans de prévention des risques naturels prévisibles tels que les inondations, les mouvements de terrain, les avalanches, les incendies de forêt, les séismes, les éruptions volcaniques, les tempêtes ou les cyclones »
II.- Ces plans ont pour objet, en tant que de besoin :
1° De délimiter les zones exposées aux risques, en tenant compte de la nature et de l'intensité du risque encouru, d'y interdire tout type de construction, (...) afin de ne pas aggraver le risque pour les vies humaines ou, dans le cas où (...)  pourraient y être autorisés, prescrire les conditions dans lesquelles ils doivent être réalisés, utilisés ou exploités ;
3° De définir les mesures de prévention, de protection et de sauvegarde qui doivent être prises, dans les zones mentionnées au 1° et au 2°, par les collectivités publiques dans le cadre de leurs compétences, ainsi que celles qui peuvent incomber aux particuliers ; (...) 
Il s'agit d'un document rédigé par les services de l'État annexé au Plan Local d'Urbanisme; les prescriptions sont des servitudes d'utilités publique  et donc opposable aux tiers, le non-respect des prescriptions engendre les sanctions pénales prévu à l'article L480-4 du code de l'urbanisme.
L'inventaire des zones impliquant des risques connus permet de mettre en place une politique d’utilisation et d'occupation des sols influant nécessairement sur l'aménagement des territoires, que ce soit à l'échelle communale ou intercommunale.

### Structure commune à tous les PPRN
L'ensemble des PPRN qui vise à maitriser différentes risques naturels se structurent autour du même axes en définissant trois zones réglementaires:
- Zones inconstructibles
- Zones constructibles sous conditions incluant les prescriptions qui peuvent être imposées aux constructions existantes dans le but de protéger les occupants du risque
- Zones constructibles sans conditions (zones blanches ou non réglementées)

Le PPRN définit également des mesures de préventions, de protection, de sauvegarde et d'aménagement du territoire pour protéger les populations, par exemple par la mise en place de plans de secours et d’évacuation.

### Plan de prévention risque incendie de forêt (PPRIF)
Le Plan de prévention du risque d’incendie de forêt (PPRIF) vise à maitriser les risques de départ de feu et complète l’obligation de débroussaillement prévue dans le code forestier.
Un feu de forêt est caractérisé lorsque celui-ci couvre une surface minimale de 0,5 hectare. Comptant 16, 9 millions d’hectares, la France est le 4ème Etat européen le plus boisé impliquant nécessairement une politique de gestion de risques. Le risque de feu de forêt provient majoritairement des activités humaines, qui peut être soit accidentel lors de travaux ou balade, soit volontaire. De surcroît, l’étendue des risques de feu de forêt s'intensifie en raison du réchauffement climatique et de l’assèchement de certaines zones facilitant ainsi le départ de feu.
La surveillance et prévisions des feu de forêt est réalisé par Direction Générale de la Sécurité Civile et de la Gestion des Crises avec l’aide des services de Météo-France qui transmet des cartes d’Indice de feu de forêt.

### Plan de prévention des risques d'inondation (PPRI)
Le Plan de prévention des risques d'inondation qui vise spécifiquement les inondations, crée par la loi no 87-565 du 22 juillet 1987 relative à l'organisation de la sécurité civile et à la prévention des risques majeurs.

### Plan de prévention des risques miniers (PPRM)
En 1999, la loi du 30 mars 1999 dite loi «après-mines» crée les plans de prévention des risques miniers (PPRM) soumis au même régime que les PPRN mais complété par l’article L.174-5 du code minier.
Les risques pris en compte sont les suivants : affaissements, effondrements, inondations, émanations de gaz dangereux, pollutions des sols ou des eaux, émissions de rayonnements ionisants 
Le contenu du PPRM est articulé autour de trois éléments :
- une note de présentation indiquant le secteur géographique concerné, la nature et l'importance des risques miniers pris en compte, ainsi que la probabilité de leur survenance et leurs conséquences possibles compte tenu de l'état des connaissances
- un ou plusieurs documents graphiques délimitant les zones de danger dans lesquelles les constructions, ouvrages, aménagements et exploitations sont interdits et les zones de précaution dans lesquelles ces mêmes constructions, ouvrages, aménagements et exploitations peuvent être soumis à des prescriptions spéciales
- un règlement précisant les obligations des utilisateurs (au sens large) du sol

### Plan de prévention des risques d'avalanches (PPRA)
Le risque d'avalanche est spécifique aux zones montagneuses et enneigées, une avalanche se caractérise par une rupture du manteau de neige. À la suite de la catastrophe de l'avalanche du 10 février 1970 à Val d'Isère ayant entrainé la mort de 39 personnes, une véritable prise de conscience a entrainé la mise en place de politique publique afin de prévenir ces risques. Même si la prévision des avalanches ne peut être exacte, Météo-France édicte des bulletins de risques d'avalanche avec un échelle de risques allant de 1 à 5.
Les communes soumis à un PPRA sont pourvues d'un plan de prévention en cas de déclenchement des avalanches qui prévoit un plan de sécurité en cas d'alerte.

### Plan de prévention contre la sécheresse (PPRS)
Les PPRN visant la prévention contre les risques de sécheresse porte essentiellement sur la question du retrait et du gonflement de l'argile en période de forte chaleur, phénomène important dans les départements au sol argileux.
La loi n°2018-1021 du 23 novembre dite ELAN met à jour l'obligation l'identification des zones exposés au phénomène de retrait ou gonflement des sols argileux en requalifiant un certain nombre de territoire comme exposés aux risques; 48% du territoire est en zone d'exposition moyenne à forte.
Problématique importante au regard du nombre de sinistres lié à ce problème qui représente 70 % du marché de l'assurance, soit pratiquement 180 000 sinistres indemnisés au titre de la garantie sécheresse des contrats d'habitations sur la période de 1989 à 2017.
Le PPRN doit ainsi, comme tous les PPRN, délimiter à l'échelle communale les zones exposées au phénomènes de retrait et gonflement des argiles mais aussi rendre obligations des prescriptions spécifiques permettant de diminuer le risque de dégradation pour les projets de constructions neuves ou existantes afin de faire réduire le nombre de sinistre avec la possibilité d'imposer des études géothermiques sur certaines zones. Toutefois, le Plan ne peut prescrire des zones comme inconstructibles et les mesures ne doivent engendré qu'un cout raisonnable. Le non-respect de ses prescriptions engendre la perte du droit à l'indemnisation de sinistre, même en cas de déclaration de catastrophe naturelle de sécheresse.

### Plan de prévention des risques des littoraux et submersion marine
Seules les communes des littoraux ont vocation à se voir appliquer un PPNR qui vise à prévenir les risques du littoral et de potentielles submersions marines (PPRL) , qui sont des inondations temporaires des côtes à la suite d'une météo virulente sur le littoral ou d'une montée des eaux engendrant des débordements ou une rupture des systèmes de protection des côtes (naturelles ou artificielles).
Les risques de submersions marines sont d'autant plus renforcées par l'érosion des côtes, ce qui induit une perte de défense naturelle pour les protections des côtes.
Ces PPRL s'inscrivent dans la lignée impulsée par la Directive 2007/60/CE dites Inondation, transposée en droit français par la loi dites Grenelle 2 du 12 juillet 2010. Ainsi, la Stratégie Nationale de la Gestion des Risques d'Inondation établit par arrêté conjoint du ministère de l'écologie, de l'intérieur, de l'agriculture et du logement le 7 octobre 2014 instaure des Territoires à risque important d'inondation (TRI), zone arrêtée par le préfet coordinateur de bassin hydrographique du lieu. Les zones à risques importants servent donc pour socle de prescription d'un PPRL afin d'établir des servitudes et une véritable stratégie de gestion du risque.

### Plans de prévention des risques naturels liée au sol

#### Mouvement de terrain et risque d'effondrement de cavités souterraines
Il faut distinguer les mouvements de terrain dit progressifs qui entraînent une dégradation lente des sols tels que les glissements de terrain et les mouvements rapides qui surviennent de manière brutale qui regroupent les chutes de pierres, éboulement, coulée de boue.
Le Plan de prévention des risques de mouvement de terrains poursuit un but préventif qui a pour objet de :
- Réglementer l’urbanisme dans les zones concernées notamment en interdisant ou limitant les constructions
- Délimiter des zones où les aménagements pourraient aggraver des risques
- Définit des mesures de préventions dans les zones directement exposées qui peuvent recourir maitriser les rejets d’eau notamment par le drainage des eaux usées ou de pluies. Il est également possible de terrasser les terrains pour solidifier le terrain.

Tel que décrit sur le site gouvernemental Georisques, «pour prévenir les éboulements, une recherche de cavités souterraines est nécessaire dans les zones considérées à risque, qui seront par la suite comblées par des fondations profondes. Le problème majeur des cavités souterraines relève de la dimension «cachée» de l’aléa, souvent invisible pour les populations et oublié de tous surtout lorsque les cavités sont anciennes. Plus de 500 000 cavités recensées (hors mines) parsèment le sous-sol français. Toutes les régions françaises sont concernées par ce risque géologique. Afin de recenser, localiser et décrire ces cavités souterraines, l’État a confié au Bureau de recherches géologiques et minières (BRGM) l’établissement d’une base de données nationale ; la base de données Cavités recense les cavités souterraines abandonnées (hors mines) département par département sur l’ensemble du territoire métropolitain, et met à disposition les informations de base permettant l’étude des phénomènes liés aux cavités.»

#### Séismes
Tel que décrit sur le site gouvernemental Georisques "Le séisme est certainement le risque naturel majeur le plus meurtrier, tant par ses effets directs (chutes d'objets, effondrements de bâtiments) que par les phénomènes induits (mouvements de terrain, tsunamis, etc. Même si la géographie du territoire français fait que les quelques séismes ressentis sur le territoire ont été que relativement faibles, la nature même du séisme implique de prévoir et prévenir le risque ; en France, le plus fort séisme connu remonte au XXe siècle ressenti à Lambesc (Bouches-du-Rhône) le 11 juin 1909, d'une magnitude supérieure à 6, qui fit une cinquantaine de morts (intensité épicentrale VIII-IX). On estime qu’un séisme de magnitude 6 peut se produire en métropole une ou deux fois par siècle."
L'une des spécificités est que l'on ne peut pas empêcher la survenance d'un séisme, ce qui affecte nécessairement la marge de manœuvre de la gestion du risque. Ainsi, la seule prescription efficace est l'information des populations des procédures à suivre en cas de séisme.

#### Éruptions volcaniques
Le risque d'éruption volcanique est un risque naturel majeur mais ne touche pas le territoire dans la même proportion ; le risque se concentre directement sur les collectivités d'Outre-Mer avec au moins quatre volcans actifs tel que le Piton de Fournaise à La Reunion, la Montagne Pelée en Martinique, la France compte également des volcans dormant qui se situent en Polynésie-Française ou encore dans les volcans Auvergne.
De même que pour les séismes, il n'est pas possible d'empêcher une éruption volcanique ; il faut donc prévoir un PPRN impliquant des zones avec différents degrés de servitudes adaptées et mettre en place un système de prévention par un plan d'alerte, d'évacuation et une bonne information des populations en amont.
Un réseau de surveillance a été mis en place par la création de différentes Observatoire volcanologique, rattaché à l'Institut de Physique du Globe de Paris, dont :
- l'Observatoire Volcanologique du Piton de la Fournaise (OVPF) ;
- l'Observatoire Volcanologique et Sismologique de Martinique (OVSM) ;
- l'Observatoire Volcanologique et Sismologique de Guadeloupe (OVSG).

## Plan de prévention des risques technologiques (PPRT)

### Historique et mise en place des PPRT
À la suite de la catastrophe de l'explosion de l'usine AZF en 2001, le Parlement a voté la loi no 2003-699 du 30 juillet 2003, relative à la prévention des risques technologiques et naturels. Cette loi, aussi appelée loi Bachelot, instaure la prescription de Plan de prévention des risques technologiques (PPRT),par arrêté du préfet, afin de cartographier des zones particulières exposées à un risque dit technologique.
Cette initiative est destinée à combler le vide juridique présent dans les cas où les installations dangereuses soumise à la directive SEVESO, et donc soumises à une maîtrise de l'urbanisation autour de leurs sites, ont été rattrapées par l’urbanisation croissante des métropoles.

Ainsi, la loi précitée complète les dispositions existantes du Titre 1er du Livre V du code de l’environnement relatifs aux installations classées pour la protection de l’environnement  (ICPE) par l'insertion de l'article L. 515-15 disposant que, 
L'Etat élabore et met en œuvre des plans de prévention des risques technologiques qui ont pour objet de délimiter les effets d'accidents susceptibles de survenir dans les installations figurant sur la liste prévue à l'article L. 515-36 et qui y figuraient au 31 juillet 2003, et pouvant entraîner des effets sur la salubrité, la santé et la sécurité publiques directement ou par pollution du milieu. 
La rédaction du décret PPRT a été réalisé par des ingénieurs de la direction de la Prévention des pollutions et des risques (DPPR), direction du ministère de l'Écologie, associés aux ingénieurs de la direction générale de l’urbanisme, de l’habitat et de la construction (DGUHC), direction du ministère de l’Équipement. Après une première étape de rédaction, une expérimentation est lancée au printemps 2004 dans 7 régions, sur 8 sites pilotes. Cette expérimentation a pour but non seulement l'identification et la résolution de problèmes méthodologiques, mais également d'associer les industriels à la rédaction des textes, de manière cadrée, pour éviter un blocage futur avec eux. Lors de la phase d'expérimentation, les services déconcentrés participent fortement à l'évaluation critique des textes proposés, et le texte devra en grande partie être remanié. Le texte final est publié fin 2005.

### Principe d'un PPRT
Pour tout site classé Seveso à « hauts risques » (dits AS), le préfet prescrit un PPRT où les servitudes prescrites varient à l'appréciation du préfet selon l'étude de danger. Les facteurs influant ces servitudes sont le type de risque, sa gravité et sa probabilité de réalisation. Ce volet PPRT comprend aussi d'une part un net renforcement du rôle des CHSCT en cherchant à réduire le risque à la source et, d'autre part, une concertation renforcée par le truchement des CLIC (Comité Local d'Information et de Concertation), associant industriels, collectivités, associations et services de l'État. Le PPRT peut s'étendre sur 30 ans.
Au même titre que les PPRN, les prescriptions du PPRT peuvent :
- Déterminer des zones à l’intérieur desquelles les constructions, aménagement ou extensions sont soumises à interdictions ou à autorisation spéciale permettant leur construction, utilisation ou exploitation. Dans ces zones, un droit de préemption peut être institué, c’est ce que l’on appelle les zones de maîtrise de l’urbanisation future, codifiées à l’article L. 515-16 du code de l'environnement.
- Déterminer des zones dites de prescriptions relatives à l’urbanisation existante, à l’intérieur desquelles les plans peuvent délimiter des zones de délaissement et des secteurs d’expropriation en raison de l’existence de « risques importants d’accident à cinétique rapide présentant un danger grave/très grave pour la vie humaine ». Au sein de ces zones de prescription, le PPRT peut également prévoir des mesures de protection des populations lorsqu’il s’agit de l’aménagement, l’utilisation, l’exploitation des constructions, ouvrages, voies de communication, etc., existant à la date d’approbation du plan.
- Donner de simples recommandations aux propriétaires, exploitants et utilisateurs.

Il introduit un droit nouveau de délaissement des propriétaires de biens immeubles dans certains périmètres de risques.
La loi Grenelle II du 12 juillet 2010 a permis de réduire le périmètre des secteurs susceptibles d'être frappés d'inconstructibilité ou d'expropriation.
Une consultation des conseils municipaux des communes concernées et une enquête publique sont organisées.
Aux termes de l'article R. 515-41, I, 1°, du code de l'environnement, dans sa rédaction antérieure au 8 mai 2017, les PPRT devaient contenir une note de présentation décrivant les installations ou stockages à l'origine des risques, la nature et l'intensité de ceux-ci et exposant les raisons ayant conduit à délimiter le périmètre d'exposition aux risques.
Par la réforme de l'évaluation environnementale par l'ordonnance du 1er janvier 2013, le projet de PPRT fait l'objet d'une évaluation environnementale après un examen « au cas par cas », comme tout projet ayant une potentiel incidence sur l'environnement.
Les PPRT sont financés par l'état, les collectivités territoriales et les exploitants à l’origine du risque. Lorsque le périmètre d'étude du PPRT s'étend sur plusieurs départements, l'arrêté est pris conjointement par les préfets de ces départements. Le préfet du département le plus exposé est chargé de conduire la procédure (C. envir., art. R. 515-40, I, al. 1er et III). À l'issue de ces consultations et de l'enquête publique, le projet de PPRT, éventuellement modifié, est approuvé par arrêté préfectoral.

### Mise en place des PPRT
Au 1er janvier 2010, seuls 273 PPRT avaient été lancés et 28 approuvés. Au 1er septembre 2010, 50 PPRT avaient été approuvés par les préfets et 335 prescrits (après arrêt du périmètre) sur les 420 prévus. Cela représente un investissement de 200 à 300 millions d'euros de la part des industriels, selon le ministère, qui estime que 3 milliards d'euros sont en outre nécessaires aux mesures foncières (expropriations, délaissements), à financer par l'État, les exploitants et les collectivités locales percevant la contribution économique territoriale (1/3 des coûts pour chacun). à financer par l'État, les exploitants et les collectivités locales percevant la contribution économique territoriale (1/3 des coûts pour chacun).[pas clair]
Le ministère visait 60 % des PPRT approuvés avant fin 2011 (contre 80 % initialement prévus). Le délai maximum de 18 mois entre prescription et mise en œuvre, fixé par la loi, est en réalité porté à 36 mois. Près de 2000 études de dangers ont été faites entre mi-2007 et mi 2010. La loi Grenelle 2 a en 2010 augmenté les aides aux travaux pour les travaux de renforcement des résidences principales construites autour d'usines Seveso seuil haut (crédit d'impôt à 40 % du montant de ces travaux, contre 15 % auparavant, avec un plafond de 30 000 euros), mais les propriétaires bailleurs ne sont pas aidés.
Une circulaire du Ministère de l'Écologie du 11 avril 2013 (publiée le 30 avril) accompagne un plan d'actions national présenté le 11 avril par Delphine Batho. Il impose un planning d'approbation des PPRT qui ont pris du retard (la loi date du 30 juillet 2003, soit près de 10 ans avant). La circulaire vise 75 % des PPRT approuvés dans chaque région en 2013 et 95 % à la fin de 2014. Selon la ministre, les études techniques et les démarches de réduction des risques à la source sont presque partout terminées et la concertation avec les collectivités, les industriels et les associations est lancée. Des financements sont proposés pour différentes mesures des PPRT (avec un financement par défaut pour les mesures foncières), préfigurant une évolution législative (avant fin 2013) inscrivant le financement complémentaire des travaux prescrits aux riverains par les collectivités et les industriels à l'origine des risques à hauteur de 25 % chacun. Des « task force » sont pilotées par chaque direction départementale des territoires (DDT) pour cela. Un accompagnement des riverains et collectivités concernés par des travaux prescrits par les PPRT sera testé, en partenariat avec les « opérateurs logement » avec une participation envisagée des programmes locaux de l'Agence nationale de l'habitat (ANAH).
En février 2020, 385 plans sur 390 prescrits ont été approuvés.

### Documents législatifs
- Articles R125-9 à R125-14 c,env
- Article L562-1 c,env
- Loi dites ELAN du 23 novembre 2018 portant évolution du logement, de l'aménagement et du numérique
- Article L480-4 c,urb
- Loi no 87-565 du 22 juillet 1987 relative à l'organisation de la sécurité civile et à la prévention des risques majeurs.
- Article L515-15 c,env
- (fr) Texte intégral de la loi du 22 juillet 1987
- (fr) Texte intégral de la loi du 2 février 1995
- (fr) Texte intégral de la loi du 30 juillet 2003

### Guides
- « Plans de prévention des risques naturels prévisibles (PPRN) : Guide général », sur ministère de la transition écologique et solidaire / DGPR, 2016 (consulté le 17 septembre 2018)
- « Plans de prévention des risques naturels prévisibles (PPRN) : Risques d'inondation », sur ministère de la transition écologique et solidaire (consulté le 4 mai 2020)], Ed. Documentation française, Ministère de l'Écologie et du Développement Durable, Direction de la Prévention de la Pollutions et des Risques - SDPRM ; 1999, 126 p.
- "Guide méthodologique - Plan de prévention des risques naturels - Cavités souterraines abandonnées" Ministère de l'écologie, du développement durable et de l'énergie, 2010, 82 pages (consulté le 4 mai 2020)
- "Plans de prévention des risques naturels (PPR) : risques d'incendies de forêt" Ministère de l'aménagement du territoire et de l'environnement, 2002, 88 pages, (consulté le 4 mai 2020).
- "Plans de prévention des risques naturels (PPR) : risques mouvements de terrains" Ed. Documentation française, Ministère de l'aménagement du territoire et de l'environnement, 91 pages, (consulté le 4 mai 2020).
- (fr) Guide d’élaboration de la convention de financement des mesures foncières et des mesures supplémentaires
- (fr) Guide d’élaboration de la convention d’aménagement et de gestion des terrains ayant fait l’objet de mesures foncières
- INERIS (2006) Rapport d'étude L'élaboration des plans de prévention des risques miniers, Guide méthodologique, volet technique relatif à l'évaluation de l'aléa. Les risques de mouvements de terrain, d'inondations et d'émissions de gaz de mine ; Rapport DRS 06 51198/R01, 04-05-2006